# Beert
Beert (Frans: Brages) is een dorp in de Belgische provincie Vlaams-Brabant, en een deelgemeente van de gemeente Pepingen gelegen in het Pajottenland. Het was een zelfstandige gemeente tot het bij de fusie van 1977 toegevoegd werd aan de gemeente Pepingen.
Beert is een landelijk woondorp en ligt in het zuidoosten van de fusiegemeente Pepingen. Buiten de dorpskom is de deelgemeente nog vrij agrarisch. Ten zuiden van de dorpskom loopt de spoorlijn van Brussel naar Doornik.

## Geschiedenis
De naam zou afkomstig zijn van het woord Brac (modder, slijk) of van het Teutonisch Braak, wat dal betekent. Het gebied was het erfgoed van Gertrudis van Nijvel en werd afgestaan aan de abdij van Nijvel. Door erfenis kwam het gebied van Nijvel (ook Beert) in het bezit van de graaf van Leuven, later kwam Beert door huwelijk onder het huis van Edingen, maar het bleef een Brabantse enclave in het graafschap van Henegouwen, in de meierij van Nijvel. In de 18de eeuw kwamen Beert, samen met Beringen (gehucht van Pepingen) en Bogaarden in het bezit van de familie De Croix en ze hadden toen één gemeenschappelijk schepenbank.
Na de Franse invasie werd Beert een gemeente in het kanton Halle van het Dijledepartement. Dit departement werd nadat de Fransen verdreven waren omgevormd tot de provincie Zuid-Brabant, de latere Belgische provincie Brabant. De gemeente Beert bleef bestaan tot 1977, toen ze gefusioneerd werd met Pepingen.

## Bezienswaardigheden
- De classicistische Sint-Augustinuskerk dateert van de tweede helft van de 18de eeuw. De kerk heeft een ommuurd kerkhof. De kerk werd in 1943 beschermd als monument.
- Het kasteel Puttenberg uit 1872 heeft nog de ringgrachten van het vroegere kasteel dat de zetel was van de heerlijkheid Puttenberg. Rond het kasteel ligt een groot park. De kasteelhoeve Hof ten Puttenberg is een gesloten hoeve die dateert van het einde van de 18de en het begin van de 19de eeuw.
- Verspreid over de deelgemeente liggen er nog verscheidene gesloten boerderijen uit de 18de en de 19de eeuw.

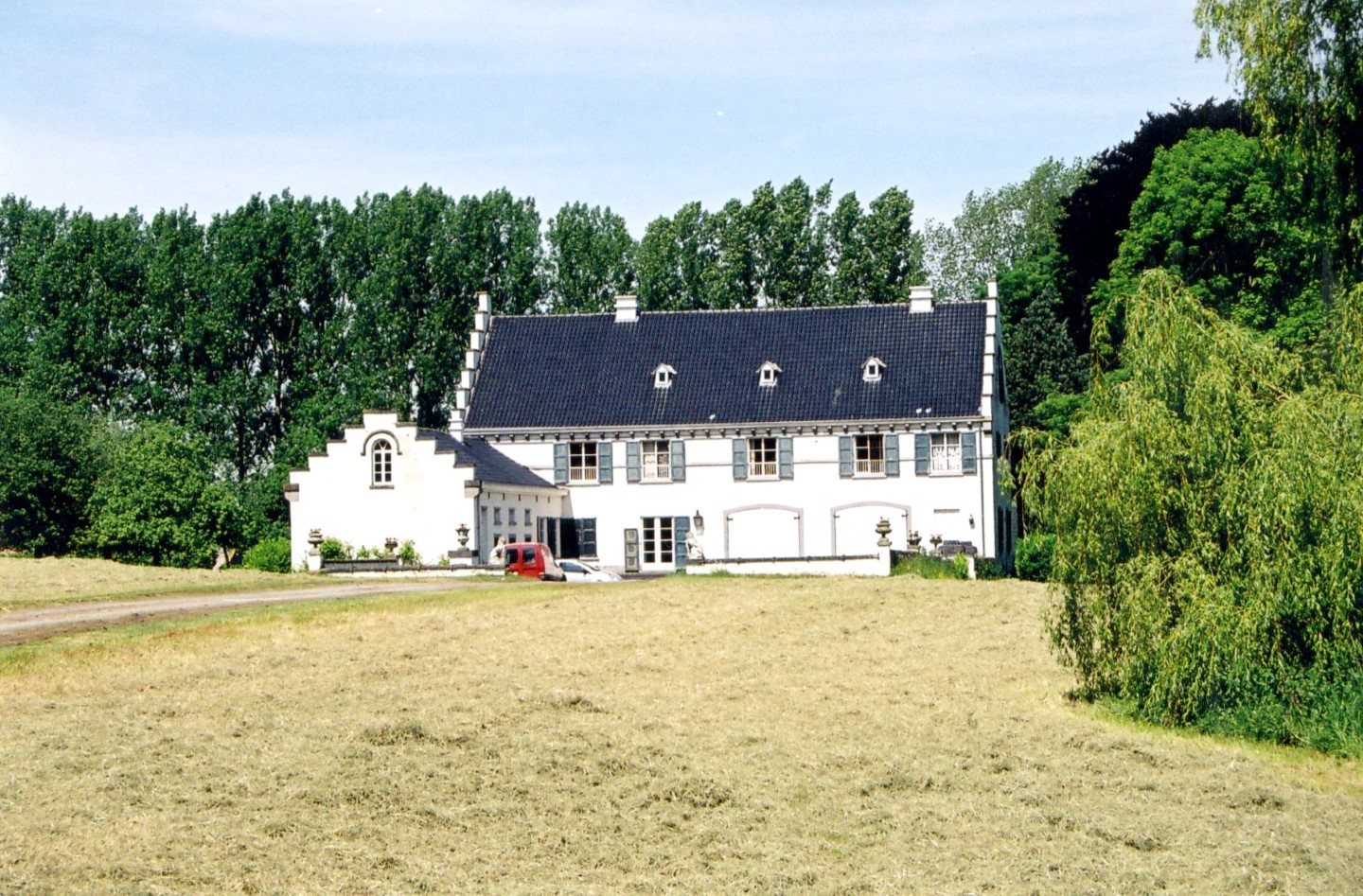
Hof van Puttenberg in Pepingen

## Natuur en landschap
Beert ligt in het Pajottenland op een hoogte van 40-75 meter.

## Demografische ontwikkeling
- Bronnen:NIS, Opm:1831 tot en met 1970=volkstellingen; 1976 = inwoneraantal op 31 december

## Nabijgelegen kernen
Bellingen, Pepingen, Breedhout, Halle, Lembeek